# Košarkaški klub Križevci
Il K.K. Križevci (noto anche come K.K. Prigorje Financije Križevci per ragioni di sponsorizzazione) è una società di pallacanestro croata avente sede a Križevci e militante nella massima divisione croata. Fu fondata nel 2008 da un gruppo di sostenitori delusi dal rendimento della prima squadra cittadina (il KK Radnik Križevci). In soli tre anni il club ha ottenuto l'accesso alla A1 Liga
Disputa le partite interne al ŠŠD OŠ Ljudevita Modeca, palazzetto capace di ospitare 1.600 spettatori.